# Balcerowicz (herb szlachecki)
Balcerowicz – polski herb szlachecki.

## Opis herbu
Tarcza dzielona pas. W polu górnym, czerwonym, pół ryby srebrnej w słup. Pole dolne w słup. W polu prawym, czerwonym, łabędź srebrny, stojący. W polu lewym, błękitnym, z prawej u czoła skos lewy, srebrny obarczony trzema różami czerwonymi w skos lewy. Z lewej, u podstawy kruk czarny, trzymający pierścień w dziobie, stojący na krzyżu kawalerskim złotym, zaćwieczonym na podkowie srebrnej. Herb łączy zatem elementy herbów szlacheckich Łabędź, Doliwa i Ślepowron.

## Najwcześniejsze wzmianki
1680 rok.

## Herbowni
Balcerowicz.